# Vidya Pillai
Vidya Pillai (* 26. November 1977 in Tiruchirappalli, Tamil Nadu) ist eine indische Snookerspielerin. Mit zehn gewonnenen Meisterschaften ist sie Rekordsiegerin der Frauen bei der indischen Snooker-Meisterschaft.

## Karriere

### Anfänge im nationalen Snooker
Ihren ersten nationalen Titel im Frauensnooker holte sie 2003. Nach einem Jahr Abstinenz gewann sie 2005 zum zweiten Mal, ebenso siegte sie zum ersten Mal in der 9-Ball-Meisterschaft. 2006 gewann sie die indische Billard-Meisterschaft und verlor im Finale der Snooker-Meisterschaft. 2007 erreichte sie das Finale der 8-Ball-Meisterschaft, was sie aber verlor, sowie das Viertelfinale der Billardmeisterschaft und gewann zum dritten Mal die Snooker-Meisterschaft der Frauen. Außerdem wurde Pillai auch auf internationaler Ebene aktiv; sie erreichte bei der Amateurfrauenweltmeisterschaft und bei den Asian Indoor Games das Viertelfinale, wo sie aber beide Male ausschied.
Auch 2008 verlor sie das Finale der 8-Ball-Meisterschaft, ebenso gewann sie wieder die Frauenmeisterschaft, insgesamt zum vierten Mal. Des Weiteren nahm sie wieder an der Amateurweltmeisterschaft der Frauen teil, wo sie die Gruppenphase mit fünf Siegen und einer Niederlage gegen Reanne Evans überstand und nach einem Sieg über die Australierin Linda Lucas im Achtelfinale gegen Emma Bonney verlor. Im nächsten Jahr musste sie sich schon im Achtelfinale der Australierin Kathy Parashis geschlagen geben, zusätzlich verlor sie im Finale der indischen Frauenmeisterschaft im Snooker gegen Meenal Thakur. 2010 holte sie sich diesen Titel zurück und erreichte bei der 8-Pool-Meisterschaft und bei der ersten Meisterschaft der Frauen im Six-Red-Snooker in Indien das Finale, letzteres verlor sie wieder gegen Meenal Thakur. Auch auf internationaler Ebene war sie erfolgreich, bei der Amateurfrauenweltmeisterschaft gewann sie nach einer 0:4-Niederlage im Halbfinale gegen Ng On Yee das Spiel um Platz 3 gegen die Belgierin Wendy Jans, außerdem gewann sie die Australian Open der Frauen. Im Jahr 2011 gewann sie wieder die indische Snooker-Meisterschaft der Frauen und erreichte bei der 8-Ball-Meisterschaft Platz 4 und bei der Billardmeisterschaft das Viertelfinale, wo sie aber ausschied.

### Internationaler Durchbruch
Im Jahr 2012 nahm sie wieder an der Amateurweltmeisterschaft der Frauen, neben Arantxa Sanchis als einzige Inderin. Sie überstand ohne Niederlage die Gruppenphase und schließlich das Halbfinale, wo sie aber mit 0:4 gegen die spätere Siegerin Wendy Jans verlor. Ein Jahr später holte sie sich den indischen Meistertitel der Frauen zurück, insgesamt gewann sie ihn zum siebenten Mal. Zusätzlich gewann sie die IBSF Snookerteamweltmeisterschaft der Frauen und erreichte bei der Amateur-WM das Achtelfinale, wo sie sich ihrer Landsmännin Chitra Magimairaj geschlagen geben musste. Außerdem gewann sie zum ersten Mal die indische Six-Red-Frauenmeisterschaft. 2014 gewann sie zum achten Mal die indische Frauenmeisterschaft und holte bei der IBSF Teamweltmeisterschaft Rang 3. Zusätzlich erreichte sie bei der Amateurweltmeisterschaft der Frauen wieder das Achtelfinale, wo sie sich diesmal der Russin Anastasija Singurindi geschlagen geben musste. 2015 verlor sie im Finale der indischen Frauenmeisterschaft gegen Amee Kamani sowie im Finale der Amateur-6-Red-Snookerweltmeisterschaft der Damen mit 2:5 gegen Ng On Yee. Bei der normalen Amateur-WM musste sie sich im Viertelfinale Wendy Jans geschlagen geben.
Im Jahr 2016 gewann sie zum neunten und bisher letzten Mal die indische Snooker-Meisterschaft der Frauen und erreichte wieder das Finale der 6-Red-Amateurweltmeisterschaft, welches sie erneut, diesmal gegen Siripaporn Nuanthakhamjan, verlor. Des Weiteren nahm sie wieder an der Frauen-Amateurweltmeisterschaft teil, wo sie erneut im Achtelfinale an Chitra Magimairaj scheiterte. 2017 stand sie nach Siegen über Tatjana Vasiljeva, Katrina Wan und Rebecca Kenna im Finale der Frauenweltmeisterschaft im Snooker. Sie traf auf die Vorjahresfinalistin Ng On Yee und kämpfte mit ihr bis in den letztmöglichsten Frame um den Titel, doch Pillai verlor auf die letzte pinke Kugel mit 56:66, sodass Ng On Yee mit 5:6 gewann. Des Weiteren nahm sie an der Snooker-Asienmeisterschaft der Frauen teil, wo sie im Halbfinale erneut gegen Ng On Yee ausschied. Im Jahr 2017 schied sie mit nur einem Sieg aus drei Spielen in der Gruppenphase der IBSF 6-Red-Amateurweltmeisterschaft der Frauen aus. Bei den Asian Indoor & Martial Arts Games verlor sie im Six-Red-Snooker im Viertelfinale gegen die spätere Siegerin Waratthanun Sukritthanes. Bei der Amateurweltmeisterschaft der Frauen erreichte sie das Viertelfinale, wo sie mit 3:4 gegen Ng On Yee ausschied.
Im Jahr 2018 nahm Pillai an der Amateurweltmeisterschaft der Frauen in Myanmar teil, wo sie nach überstandener Gruppenphase im Achtelfinale an Ploychompoo Laokiatphong scheiterte. 2020 gelang ihr der zehnte Sieg in der nationalen Frauen-Meisterschaft Indiens.